# Булаев, Алексей Николаевич
Алексей Николаевич Булаев (1 февраля 1919, Касли, Пермская губерния — 7 ноября 1989, Касли, Челябинская область) — советский военнослужащий, участник Великой Отечественной войны, полный кавалер ордена Славы, старшина. После войны — счетовод, затем мастер производственного обучения.

## Биография
Родился 1 февраля 1919 года в поселке Касли (Каслинский завод) Каслинской волости Екатеринбургского уезда Пермской губернии. Эта территория находилась под контролем белогвардейского Российского государства. Ныне город — административный центр Каслинского городского поселения и Каслинского района Челябинской области. Русский.
Окончил автотракторный техникум в городе Петухово, ныне Курганской области. Работал механиком на Муслюмовской МТС Кунашакского района Челябинской области.
В 1940 году был призван в Красную Армию. В боях Великой Отечественной войны с сентября 1941 года. Воевал на Ленинградском фронте. Сначала был шофёром и по дороге по Ладожскому озеру возил продукты в осаждённый Ленинград. 22 апреля 1942 года был ранен.
С 1944 года член ВКП(б), в 1952 году партия переименована в КПСС.
Окончил снайперскую школу, служил снайпером, затем стрелком взвода разведки 286-го стрелкового полка.
К началу 1944 года старший сержант Булаев был стрелком взвода разведки 286-го стрелкового полка 90-й стрелковой дивизии.
25 января 1944 года у деревни Скворцы старший сержант Булаев разведал расположение огневых средств на переднем крае обороны противника, захватил в плен гитлеровца.
Приказом по 90-й стрелковой дивизии от 6 февраля 1944 года старший сержант Булаев Алексей Николаевич награждён орденом Славы 3-й степени.
19 февраля 1944 года на западном побережье Чудского озера в 7 км северо-восточнее поселка Ряпина старший сержант Булаев руководил действиями группы поиска, которая напала на вражеский сторожевой пост, уничтожив обер-ефрейтора и пленив 3 солдат.
Приказом по войскам 42-й армии от 18 марта 1944 года старший сержант Булаев Алексей Николаевич награждён орденом Славы 2-й степени.
7 апреля 1944 года в ходе наступления в 19 км северо-восточнее села Палкино командир отделения взвода разведки 286-го стрелкового полка старший сержант Булаев с 2 бойцами скрытно выдвинулся к неприятельскому дзоту, забросав его гранатами. Своими действиями разведчики способствовали захвату узла обороны противника. Булаев был ранен, но остался в строю.
Указом Президиума Верховного Совета СССР от 24 марта 1945 года за образцовое выполнение заданий командования в боях с захватчиками старший сержант Булаев Алексей Николаевич награждён орденом Славы 1-й степени, став полным кавалером ордена Славы.
В январе 1945 года старшина Булаев по ранению был демобилизован. Вернулся в родной город. Трудился счетоводом в детдоме № 1, затем мастером производственного обучения в Каслинском СГПТУ-18. Удостоен звания «Почетный гражданин города Касли». Был членом Каслинского городского Совета ветеранов.
Алексей Николаевич Булаев скончался 7 ноября 1989 года. Похоронен на кладбище, расположенном по адресу улица Р. Люксембург, 129 в городе Касли Каслинского горсовета Каслинского района Челябинской области, ныне город административный центр Каслинского городского поселения того же района и области.

## Награды
- Орден Отечественной войны I степени, 6 апреля 1985 года[2]
- Орден Славы I степени, № 253, 24 марта 1945 года[3][4]
- Орден Славы II степени, № 466, 18 марта 1944 года[5]
- Орден Славы III степени, № 13911, 6 февраля 1944 года[6]
- медали, в том числе
  - Медаль «За боевые заслуги», 20 апреля 1943 года[7]
  - Юбилейная медаль «В ознаменование 100-летия со дня рождения Владимира Ильича Ленина», 1970 год
  - Медаль «За оборону Ленинграда», 30 июня 1943 года[8]
- Почётный гражданин города Касли, 7 июня 1986 года[9]
- Почётная грамота Главного управления трудовых резервов при Совете Министров СССР
- Почётная грамота Челябинского областного Совета депутатов
- Почётная грамота управления профтехобразования
- Почётные грамоты обкома и горкома КПСС, обкома и горкома ВЛКСМ